# 519 км
519 км (рос. 519 км) — селище у складі Рубцовського району Алтайського краю, Росія. Входить до складу Рубцовської сільської ради.

## Населення
Населення — 38 осіб (2010; 65 у 2002).
Національний склад (станом на 2002 рік):
- росіяни — 92 %